# Nihilist Blues
"Nihilist Blues" (estilizado em letras minúsculas) é uma canção da banda de rock britânica Bring Me the Horizon com participação da cantora canadense Grimes. Produzido pelo vocalista da banda Oliver Sykes e pelo tecladista Jordan Fish, é apresentado no sexto álbum de estúdio do grupo, Amo, de 2019. A faixa foi lançada como o quinto single do álbum em 24 de janeiro de 2019. A música faz uso de uma melodia vocal de "Never Go Back" do Evanescence, de seu terceiro álbum auto-intitulado. Evanescence entrou com uma ação pedindo direitos autorais e agora compartilha créditos de escrita em "Nihilist Blues".

## Composição e letras
"Nihilist Blues" foi descrito como uma canção synth-pop, rock eletrônico, electropop, e trance. A música fala principalmente sobre niilismo, focando na falta de sentido da vida, crises existenciais e pessimismo. De acordo com uma entrevista da Impericon, a música é a favorita de Oliver Sykes. Musicalmente, "Nihilist Blues" se inspira em músicas antigas de disco e EDM. O tecladista Jordan Fish comentou sobre a colaboração: 
"Este é um exemplo do que realmente estamos fazendo neste disco. É como esta rave e sombria canção ou algo assim—é absolutamente mental, e pode ser a minha favorita em todo o álbum. Tenho certeza que as pessoas vão ouvir e dizer, "Que coisa é essa?", mas tanto faz. É muito diferente no som para nós. Somos grandes fãs de Grimes e ela adorou a música. Ela na verdade mandou de volta com todos esses elementos adicionais que não esperávamos, mas ela é super criativa e ela foi completamente com tudo nisso. Isso elevou a música a um nível totalmente novo. Ela é alguém que respeitamos, e não realmente alguém que você esperaria encontrar trabalhando com uma banda de metal. Ou uma banda de rock. Ou seja o que for que nós somos..."

## Vídeo musical
O vídeo musical de "Nihilist Blues" foi lançado no mesmo dia em que o single foi lançado para streaming. É um videoclipe carregado de efeitos dirigido por Polygon. A AltPress descreveu-o como "um novo caminho glitchy para o líder Oli Sykes e sua banda de roqueiros Bring Me the Horizon".

## Faixas e formatos
Download digital e streaming
1. "Nihilist Blues" (com Grimes) – 5:25

## Créditos
Creditos adaptados do Tidal.
Bring Me the Horizon
- Oliver Sykes – vocais principais
- Jordan Fish – teclados, programação, percussão, vocais de apoio
- Lee Malia – guitarras
- Matt Kean – baixo
- Matt Nicholls – baterias

Músicos adicionais
- Grimes – vocais
- Madilyn Eve Cutter – violoncelo
- Gavin Kibble – violoncelo
- Rachael Lander – violoncelo
- Max Ruisi – violoncelo
- Choir Noir – vocais de coro
- Jessica Price – contrabaixo
- Lewis Reed – contrabaixo
- Alexander Verster – contrabaixo
- Oliver Hickie – trompa
- Simon Dobson – cordas, trompete
- Parallax Orchestra – cordas
- Ross Anderson – trombone
- Jane Salmon – trombone
- Victoria Rule – trompete
- Anisa Arslanagic – viola
- Mark Gibbs – viola
- Benjamin Kaminski – viola

Créditos adicionais
- Dan Lancaster – mixagem
- Rhys May – mixagem
- Ted Jensen – masterização
- Roman Dodangoda – engenharia
- Peter Miles – engenharia
- Robbie Nelson – engenharia
- Alejandro Baima – assistente de engenharia
- Francesco Cameli – assistente de engenharia
- Daniel Morris – assistente de engenharia
- Conor Panayi – assistente de engenharia

## Desempenho nas paradas musicais
| Parada (2019)                      | Melhor posição |
| ---------------------------------- | -------------- |
| Nova Zelândia (Hot Singles – RMNZ) | 29             |
| Reino Unido (Singles – OCC)        | 77             |
| Reino Unido (Rock & Metal – OCC)   | 5              |